# Neuländer Wettern
El Neuländer Wettern (Wettern de Neuland) també anomenat Neulander Deichwettern és un canal de desguàs de Neuland, un barri d'Hamburg. Desguassa el polígon industrial i la zona d'habitació i d'horts del costat occidental de l'autopista E25 i el parc natural dels Aiguamolls de Neuland (Neuländer Moorwiesen) enllà de l'autopista.
El wettern té un problema de capacitat fet per l'home, per la impermeabilització creixent de moltes superfícies dels afores, que condueix a un desguàs massa accelerat en temps de pluges fortes així com per les bombes massa febles a la resclosa de desguàs. La construcció projectada d'un parc logístic «Neuland 23» als prats humits entre els horts i l'autopista només pot augmentar el risc d'inundació. Es cerquen solucions ecològiques per mantenir i utilitzar les aigües pluvials a la zona, sense carregar més el wettern ni crear un risc per als veïns. Terrats verds amb «efecte d'esponja» i dipòsits haurien de neutralitzar els efectes negatius de la impermeabilització.